# 高木正直
高木 正直（たかぎ まさなお）は、江戸時代中期の大名。河内国丹南藩の9代藩主。官位は従五位下・主水正。

## 略歴
若狭国小浜藩主・酒井忠与の四男として誕生した。幼名は元之助。
安永6年（1777年）1月29日、男児のなかった先代藩主・高木正弼の養嗣子となり、その長女と結婚した。同年12月21日、10代将軍・徳川家治に御目見する。安永9年（1780年）11月24日、正弼の死去により家督を相続した。同年12月18日、従五位下・主水正に叙任する。
天明元年（1781年）5月26日に死去した。墓所は東京都杉並区永福の栖岸院。死後、家督は婿養子の正剛が継いだ。